# آق‌آباد
آق آباد روستایی از توابع بخش مرکزی شهرستان گنبد کاووس در استان گلستان در ایران است.

## جمعیت
این روستا در دهستان آق‌آباد قرار داشته و براساس سرشماری سال ۱۳۸۵جمعیت آن ۴٬۸۵نفر (۷۶۳خانوار) بوده است.

## جغرافیا
از سمت شمال به بخش اترک، از غرب به بخش مرکزی بندرترکمن، گمیشان، از جنوب به بخش مرکزی گرگان و دهستان ملک و از شرق به دهستان کتول و بخش مرکزی شهرستان گنبد قابوس محدود است.

## اقتصاد مردم
منابع درآمد مردم این شهرستان نخست زراعت و پس از آن تجارت و بعد فروش صنایع دستی است. محصولات عمده آن: گندم، جو،هندوانه، برنج، پنبه، حبوبات، نباتات علوفه‌ای، سیب زمینی و دانه‌های روغنی است که از طریق آبیاری و دیم به دست می‌آید.